# Spectinomycine
La spectinomycine est une molécule antibiotique, c'est un aminoside.

## Mode d'action
La spectinomycine interfère avec le ribosome bactérien, modifiant sa fonction de synthèse protéique.

## Divers
La spectinomycine fait partie de la liste des médicaments essentiels de l'Organisation mondiale de la santé (liste mise à jour en avril 2013).